# Dorset Blue Vinney
Le Dorset Blue Vinney est un fromage à pâte persillée anglais produit à partir de lait de vache écrémé dans le Dorset. Ce fromage a longtemps été produit dans les fermes du Dorset jusqu'à sa disparition vers 1970. Dans les années 1980, la Woodbridge Farm relance la production. Le Dorset Blue Vinney est souvent produit à partir de lait cru et est affiné six mois. Il a une forte odeur et une saveur prononcée. Il bénéficie d'une indication géographique protégée.
Dans son poème Praise O' Do'set, le poète William Barnes écrit :
Woont ye have brown bread a-put ye,
An' some vinny cheese a-cut ye?
Ce fromage était apprécié par Thomas Hardy.